# Teorija kaosa
Teoríja káosa je področje študija v matematiki, ki se uporablja v več disciplinah, kot so meteorologija, sociologija, inženirstvo, ekonomija, biologija in filozofija. Teorija kaosa proučuje obnašanje dinamičnih sistemov, ki so zelo občutljivi na začetne pogoje – pogosto se kot primer navaja »metuljev učinek«. Majhne razlike v začetnih pogojih (kot so tiste pri zaokroževanju pri računanju) ustvarijo veliko razliko v obnašanju takšnih dinamičnih sistemov, kar na splošno vodi v nezmožnost dolgoročnega napovedovanja. To se zgodi kljub temu, da so ti sistemi deterministični, kar pomeni, da je njihovo obnašanje v prihodnosti določeno s svojimi začetnimi pogoji, brez vključenih naključnih elementov. Z drugimi besedami, deterministična narava teh sistemov jih ne naredi predvidljive.

## Henri Poincaré
Francoski matematik in filozof Henri Poincaré se je ukvarjal s topologijo in dinamičnimi procesi.  
Poincaré se je ukvarjal s problemom treh teles. Isaac Newton je že prej rešil problem dveh teles na primeru Zemlje in Lune, ki potujeta po popolni elipsi okoli skupnega težišča. Če se tema dvema telesoma doda en samo gravitacijsko telo, se vse spremeni. Poincaré je odkril, da ta problem splošno ni rešljiv. Tirnice je mogoče nekaj časa z zapletenimi enačbami številsko izračunavati in z zmogljivimi računalniki jim lahko sledimo precej dolgo, preden prevladajo negotovosti. Enačb ni mogoče rešiti analitično, kar pomeni, da na dolgoročna vprašanja o treh telesih ni mogoče odgovoriti. Zaradi zelo majhne napake v poznavanju začetnih pogojev po določenem času ne moremo več povedati v kakšnem stanju se sistem nahaja. Temu rečemo deterministični kaos. 
V svoji knjigi Znanost in metoda (1908) je zapisal: »Lahko se zgodi, da majhne razlike v začetnih pogojih ustvarijo zelo velike razlike v končnih pojavih. Napovedovanje postane nemogoče in že imamo naključen pojav.« 
Občutljivost na začetne pogoje je ena izmed glavnih značilnosti kaosa.

## Edward Norton Lorenz
Ameriški matematik in meteorolog Edward Norton Lorenz je uspel z računalnikom ujeti časovno spreminjanje vzorcev v ozračju. Pri računalniški simulaciji vremena je prišel do spoznanja, da lahko že malenkostna sprememba v gibanju zraka danes povzroči bistveno razliko v napovedi vremena čez nekaj tednov. To ugotovitev je na predavanju leta 1972 slikovito povzel v vprašanju: »Ali lahko utrip metuljevih kril v Braziliji sproži tornado v Teksasu?« Od takrat naprej veliki občutljivosti za minimalne spremembe začetnih pogojev povsem determinističnega sistema priljubljeno rečemo »metuljev pojav«, področju znanosti, ki se ukvarja s takšnimi sistemi, pa teorija kaosa.
Lorenz je odkril sistem z le tremi enačbami, ki so ponazarjale zapletene neperiodične pojave, ki so občutljivi na začetne pogoje. Enačbe so bile nelinearne – količine v enačbah niso bile sorazmerne druga z drugo. Nelinearnih sistemov v splošnem ni mogoče rešiti in tudi ne seštevati. Nelinearni oz. neperiodični procesi so tisti, v katerih se sicer lahko ponavljajo podobni vzorci, vendar med njimi nobena dva nista povsem enaka.
Lorenz je grafično predstavil tri enačbe s tremi spremenljivkami, ki opisujejo gibanje vodnega kolesa. Da bi podatke predstavil slikovno, je trojke števil upodobil kot koordinate točk v trirazsežnem prostoru. Dobljeni lik imenujemo Lorenzev atraktor.
Ta lik odraža strukturo v neurejenem toku podatkov. Ob vsakem trenutku tri spremenljivke določajo lego točke v tridimenzionalnem prostoru. Ko se sistem spreminja, podajajo gibanje točke zvezno spreminjajoče se spremenljivke. Ker se sistem nikoli natančno ne ponovi, se pot nikoli ne seka. Oblika nakazuje popoln nered, saj se ne ponovi nobena točka ali zaporedje točk. Hkrati pa je mogoče v njej videti novo vrsto urejenosti.
Nelinearna urejenost je tudi ena izmed glavnih značilnosti kaosa.

## Benoît Mandelbrot
Francosko-ameriški matematik Benoît Mandelbrot je raziskoval nepravilne vzorce v naravnih pojavih (dolžina  obale, snežinka). Za svoje oblike, razsežnosti in geometrijo je potreboval ime. V slovarju latinščine je naletel na pridevnik fractus, iz glagola frangere, zlomiti. Na tej osnovi je ustvaril besedo fraktal. Posamezne ideje v zvezi s fraktali so bile v matematiki znane že od preloma stoletja dalje, vendar je njihove skupne značilnosti uvidel šele Mandelbrot. Osnove fraktalne geometrije je predstavil v knjigi Fraktalna geometrija narave (1982). 
Fraktali so geometrijski objekti, katerih temeljna značilnost je samopodobnost. To pomeni, da z ustrezno povečavo dela fraktala dobimo fraktal, ki je ali povsem enak prvotnemu fraktalu, ali pa ga sestavljajo enaki geometrijski elementi kot prvotni fraktal. Fraktale opišemo z zaporedji matematičnih operacij, t. i. algoritmi. 
Mandelbrotova množica je eden izmed najbolj znanih nelinearnih fraktalov. 
Pomen besede fraktalno se je ustalil za opisovanje, računanje in razmišljanje o nepravilnih, razdrobljenih, nazobčanih in razbitih oblikah – od kristalnih oblik snežink do nezveznega prahu galaksij.